# Royal (olivo)
La royal es una variedad de olivo propia de la Sierra de Cazorla, provincia de Jaén (España), originaria de esta región. Esta variedad se destina a la producción de aceite de oliva virgen extra.

## Extensión
El olivo de la variedad royal se extiende principalmente por las localidades de la Comarca de la Sierra de Cazorla, en especial por los términos municipales de La Iruela, Cazorla y Quesada. También se encuentra, en menor medida, en la Comarca de Las Villas y en la Sierra de Segura. Es una variedad rústica muy bien adaptada a terrenos de montaña propios de estas comarcas (con altitudes medias de 800 m s. n. m.) y resistente a la sequía, encontrándose la mayoría de ellos cultivados en régimen de secano. Se estima que ocupa en torno a un 6 % de la superficie cultivada de olivar en la comarca.

## Producción
La producción de aceite de oliva virgen extra de la variedad royal representa el 5 % de la producción total mundial de AOVE. La práctica totalidad de la producción de AOVE Royal se acoge bajo la Denominación de Origen Sierra de Cazorla.

## Características del aceite
La variedad royal ha pasado de ser una aceituna que se recogía tardíamente, por los meses de febrero y marzo debido a su resistencia al desprendimiento, a ser estimada como una variedad que produce grandes aceites tempranos. Presenta un color verde intenso, muy frutado, fresco, donde dominan los aromas a alloza, plátano, hierba y manzana. El amargo, en contraposición a la variedad picual con la que comparte los campos en la Sierra de Cazorla, es muy bajo, variando la intensidad del picante de unas cosechas a otras. Los aceites más tardíos de la royal se caracterizan por un frutado más marcado, con toques de vainilla, frutas maduras, higos secos... Presenta elevadas cantidades de vitamina E y de polifenoles.

## Futuro de la variedad
Los olivos de la variedad royal sufrieron en las pasadas décadas un gran retroceso en número en favor de la variedad picual, más productiva y con mayor rendimiento graso, y por tanto más rentable, hasta dejarla en una posición minoritaria. Esa regresión de la variedad royal ya se ha detenido hoy día, al estimarse mucho más la gran calidad de sus aceites tempranos, frutados y ligeramente amargos, y haber aumentado en los productores y consumidores los conocimientos y cultura del aceite de oliva virgen extra. Actualmente se presentan en el mercado gran cantidad de AOVEs tempranos de la variedad royal de gama prémium, es decir, con mayor valor añadido.